# Geschiedenis van de Europese Unie

De lidstaten van de Europese Unie sinds de oprichting in 1957.

Dit artikel behandelt de geschiedenis van de Europese Unie vanaf haar eerste kiemen in de achttiende eeuw tot aan de huidige situatie. Dit artikel is opgedeeld in een verhalend en een chronologisch gedeelte.

## Voorgeschiedenis

### Tot de 18e eeuw

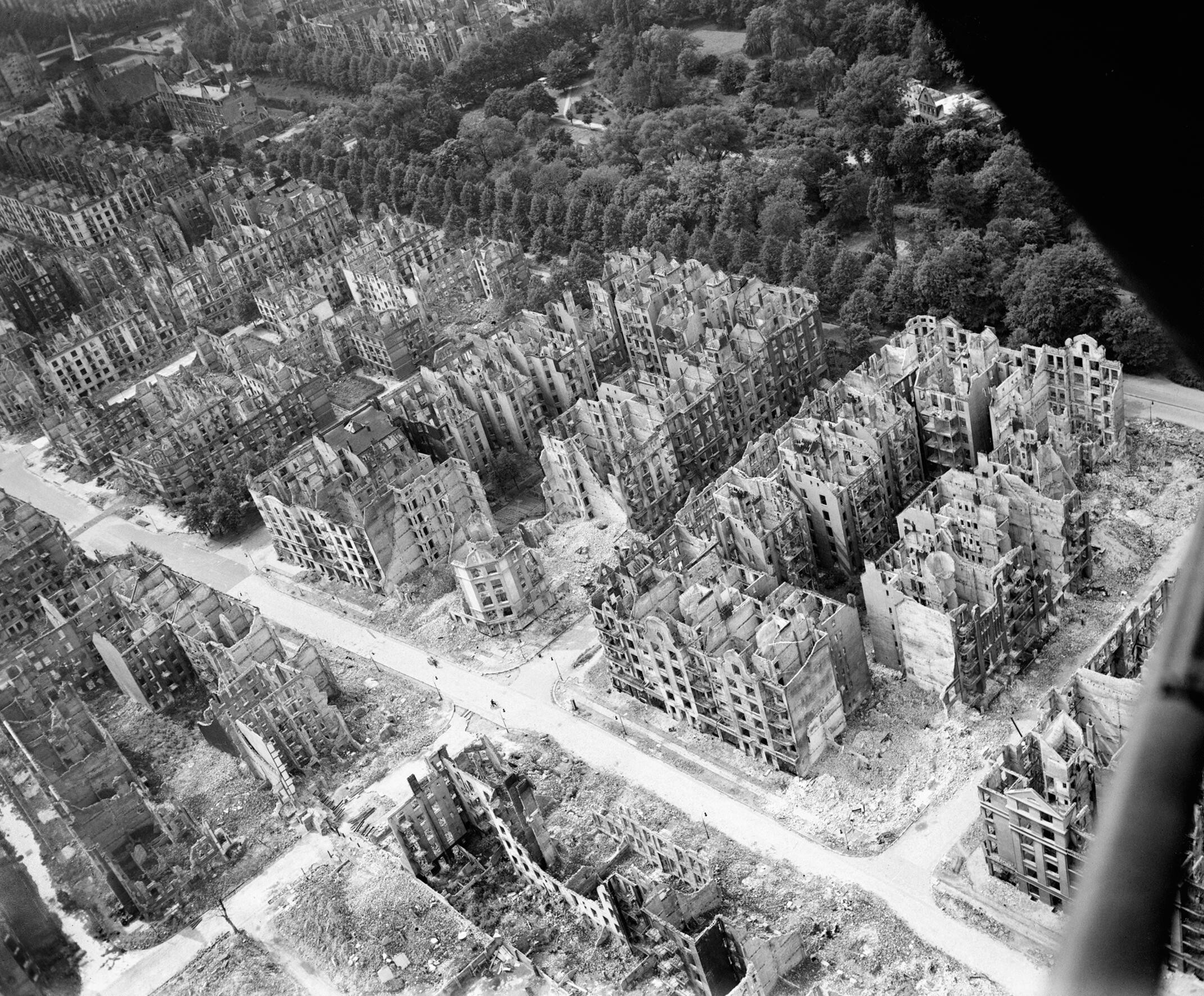
Na twee Wereldoorlogen, was er een politiek klimaat voor Europese integratie, die de vrede zou kunnen behouden (bombardementen van Hamburg in 1943)

Doorheen de gehele geschiedenis van Europa zijn er momenten geweest dat een Europese macht heeft geprobeerd de controle over heel Europa te krijgen. Het Romeinse Rijk was er een van de eerste voorbeelden van. 
Immanuel Kant (1724-1804) stelde in Zum ewigen Frieden (“Naar eeuwige vrede”) een federatie van vrije republieken voor als garantie voor vrede in Europa. Zijn denkbeelden inspireerden veel latere denkers. 

### 19e eeuw
Na het Congres van Wenen in 1815, volgend op de val van Napoleon streefden de Europese leiders, zo niet naar Europese integratie, dan toch naar een duurzaam machtsevenwicht in Europa.
In de negentiende eeuw kwamen er meerdere vredelievende ideeën over een verenigd Europa tot stand, waarin individuele lidstaten op gelijkwaardige basis konden samenwerken:
- De Italiaanse nationalist Giuseppe Mazzini (1805-1872) pleitte voor een "Verenigde Staten van Europa", als een federatie van vrije naties.

- Tijdens het Internationaal Vredescongres in Parijs (1849) stelde congresvoorzitter Victor Hugo een "Verenigde Staten van Europa" voor, om de vrede in Europa te vrijwaren. Eind 19e eeuw vonden er nog meer vredescongressen plaats, waaronder de Vredesconferenties van Den Haag

in 1899 en 1907. Het ging er over internationale arbitrage, ontwapening en samenwerking, vroege tekenen van georganiseerde samenwerking. 
- In Midden-Europa bestond sinds 1834 de Deutscher Zollverein, een douane-unie van Duitse staten onder leiding van Pruisen. De unie was weliswaar niet pan-Europees, maar demonstreerde wel een vorm van economische samenwerking over de (toenmalige) grenzen heen.

### 20e eeuw (tot 1945)

#### De jaren 1920
In de periode van wederopbouw na de Eerste Wereldoorlog, waarin Europa zich geflankeerd zag door de opkomende Verenigde Staten en Sovjet-Unie, oogstte de Oostenrijks-Hongaarse graaf Richard Coudenhove-Kalergi veel succes met zijn boek "Pan-Europa" en hij richtte in 1923 de eerste Europese Eenheidsbeweging op (onder dezelfde naam als zijn boek). Gedurende de jaren 1920 nam zijn navolging gestaag toe, uitmondend in een toespraak van de Franse minister van Buitenlandse Zaken Aristide Briand (daarvoor premier geweest) bij de Volkerenbond in 1929. In de jaren 1930 echter werd het enthousiasme van de Europese Beweging al snel terzijde geschoven door het opkomend fascisme en nationaalsocialisme.
Een heropleving volgde in 1941 met een manifest van de Italiaan Altiero Spinelli die – na een kort verblijf in de cellen van Mussolini – in Zwitserland een Europees Congres oprichtte. Hetzelfde enthousiasme maakte zich in die jaren meester van Winston Churchill, die in 1946 opriep tot een "United States of Europe" – waarmee hij echter veel minder bedoelde dan Spinelli. Deze tweedeling tussen federalisme en supranationalisme bestaat nog altijd en was er ook de aanleiding toe dat het Verenigd Koninkrijk niet tot de eerste lidstaten van de Unie behoort. In plaats daarvan richtte het Verenigd Koninkrijk eerst de Europese Vrijhandelsassociatie op.

#### Derde Rijk (1933-1945)
In het Derde Rijk (1933-1945) werden concrete plannen gemaakt voor Europese economische samenwerking onder Duitse hegemonie. Dit “Funkplan” omvatte een vaste en stabiele wisselkoers, en de afwikkeling van de intra-Europese handel met behulp van een clearingsysteem dat binnenlandse exporten en importen zou verrekenen tegen vaste prijzen voor de afzonderlijke goederen. Elementen uit het plan werden later door de Britse econoom John Maynard Keynes namens het Verenigd Koninkrijk voorgesteld op de Conferentie van Bretton Woods in juli 1944, maar het werd niet geaccepteerd. 
Naast Funk ontwikkelden andere Nazi-economen zoals Alexander Dolezalek (1914-1999) en Werner Daitz (1884-1945) plannen voor meer Europese integratie onder Duits gezag. 

### 20e eeuw (na 1945)

#### Wederopbouw en eerste kiemen (1944-1957)

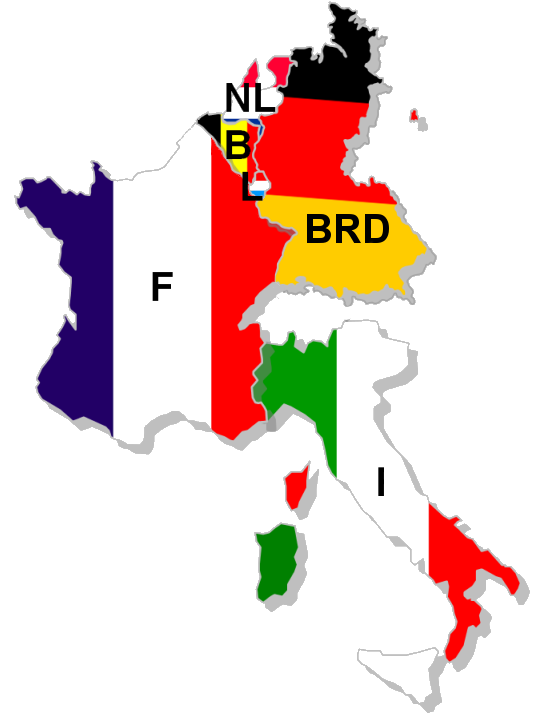
De EGKS

De echte geboorte van de huidige Europese Unie ligt echter een aantal jaren later en bij een Fransman, Jean Monnet, nog altijd bekend als de grootvader van de Europese Unie. In 1944 liet deze zich in een interview met Fortune al uit over het Duitse probleem van potentiële herbewapening dat mogelijk opgelost kon worden door de kolen- en ijzermijnen van het Ruhrgebied onder Europees gezag te brengen. In de jaren direct na de Tweede Wereldoorlog had hij als topambtenaar bij het Franse ministerie van Binnenlandse Zaken de leiding over het Franse moderniseringsplan. Hij kwam snel tot het inzicht dat wat Frankrijk nodig had een langere periode van rust en stabiliteit was. Dit inzicht, in combinatie met het feit dat de meeste Europese oorlogen sinds de opsplitsing van het Rijk van Karel de Grote, gevoerd waren om het grensgebied tussen Frankrijk en Duitsland (Elzas-Lotharingen), spoorde hem aan tot het doen van een revolutionair voorstel: een samenwerking met Duitsland om de middelen van het grensgebied (kolen en ijzererts) te delen.
Monnet deed zijn voorstel aan de Franse premier René Pleven, die er niet op inging. De Franse minister van Buitenlandse Zaken Robert Schuman echter was wel geïnteresseerd en zo ook de Duitse bondskanselier Konrad Adenauer, zodat Monnet, Schuman en Adenauer op 9 mei 1950 in een toespraak het zogenaamde Schumanplan presenteerden.
Op 18 april 1951 werd als gevolg van de toespraak het Verdrag van Parijs getekend door België, Frankrijk, Italië, Luxemburg, Nederland en West-Duitsland. De Europese Gemeenschap voor Kolen en Staal die hierbij opgericht werd kwam tot stand op 23 juli 1952.

#### Voortzetting van het proces (1957-1999)
Op 25 maart 1957 werd het Verdrag van Rome ondertekend door dezelfde landen. Dit nieuwe verdrag richtte de Euratom en de Europese Economische Gemeenschap op, en betekende een verdere integratie op Europees niveau. De Europese Gemeenschap voor Kolen en Staal bleef naast deze organisaties bestaan.
Op 1 juli 1967 werden door de inwerkingtreding van het Fusieverdrag, dat gesloten was op 8 april 1965, de drie organisaties feitelijk samengevoegd, waarna ze verder werkten onder naam Europese Gemeenschappen (EG). Officieel bleven de drie organisaties echter bestaan.
Verdere integratie kwam tot stand met de komst van de Europese akte (1986) en het Verdrag van Maastricht (1992). Bij het laatste verdrag werden de bevoegdheden van de Europese Economische Gemeenschap vergroot naar een groot aantal beleidsterreinen. Door al deze extra bevoegdheden was de bepaling "Economische" niet langer ladingdekkend en werd de naam gewijzigd in Europese Gemeenschap. De Europese Gemeenschappen (meervoud) bestond vanaf dat moment uit de Europese Gemeenschap (enkelvoud), Euratom en de Europese Gemeenschap voor Kolen en Staal. Het belangrijkste aan het Verdrag van Maastricht was echter de oprichting van de Europese Unie als overkoepelende organisatie boven de Europese Gemeenschappen, die in de EU de eerste pijler vormde, en de nieuwe pijlers Gemeenschappelijk Buitenlands en Veiligheidsbeleid (tweede pijler) en Justitie en Binnenlandse Zaken (derde pijler).
In 5 landen van de Europese Gemeenschappen (België, Nederland, Luxemburg, Duitsland en Frankrijk) gingen op 1 januari 1993 de Verdragen van Schengen in, wat betekende dat de controles aan de grenzen tussen deze lidstaten afgeschaft werden.
Tijdens het sluiten van het Verdrag van Amsterdam op 2 oktober 1997 (in werking sinds 1 mei 1999) werd besloten de West-Europese Unie en de Verdragen van Schengen te integreren in de Europese Unie en werden onderdelen uit de derde pijler naar de eerste pijler verhuisd. De derde pijler werd hierdoor hernoemd naar Politiële en Justitiële Samenwerking in Strafzaken. Tevens kreeg de tweede pijler met de sluiting van dit Verdrag een "hoge vertegenwoordiger" die tegelijkertijd ook secretaris-generaal van de Raad van de Europese Unie (een functie die gecreëerd werd om meer continuïteit te geven tussen de voorzitterschappen die halfjaarlijks wisselden tussen de lidstaten). Sinds 1999 (en tot 2009) bekleedde Javier Solana deze functie als eerste.

### 21e eeuw
Het Verdrag van Nice, gesloten op 26 februari 2001, in werking sinds 1 februari 2003, maakte de Unie gereed voor de grote uitbreiding van mei 2004. De pretenties van dit verdrag om de Unie volledig te herstructureren werden door onderlinge strijd tenietgedaan. Besloten werd een Europese Conventie in te stellen die een Europese Grondwet moest formuleren. Het voorstel van de conventie kwam in 2003 gereed, waarna in de intergouvernementele conferentie van 29 oktober 2004 een grondwettelijk verdrag tussen de lidstaten werd gesloten. Na de afwijzing van de grondwet in Nederland en Frankrijk werd het grondwettelijk verdrag verworpen.
In plaats daarvan werd op 13 december 2007 het Verdrag van Lissabon getekend. Het trad in werking op 1 december 2009. De belangrijkste wijzigingen in het Verdrag van Lissabon zijn de afschaffing van de Europese pijlerstructuur, het toegenomen belang van het stemmen via gekwalificeerde meerderheid in de Europese Raad, een grotere rol voor het Europees Parlement en de introductie van een voorzitter van de Europese Raad en de hoge vertegenwoordiger van de Unie voor Buitenlandse Zaken en Veiligheidsbeleid. Ook het Handvest van de grondrechten van de Europese Unie wordt rechtskrachtig.
In de loop der jaren werd de Unie gestaag uitgebreid met Denemarken, Ierland, het Verenigd Koninkrijk (tot 31 januari 2020), Griekenland, Portugal, Spanje, het grondgebied van de voormalige DDR (via de Duitse hereniging), Finland, Oostenrijk, Zweden, Cyprus, Estland, Hongarije, Letland, Litouwen, Malta, Polen, Slovenië, Slowakije, Tsjechië, Bulgarije, Roemenië en Kroatië. 
In de toekomst staan uitbreidingen met Turkije (kandidaat-lid), Noord-Macedonië (kandidaat-lid), IJsland (kandidaat-lid), Montenegro (kandidaat-lid) en Servië (kandidaat-lid) op het programma. Albanië (lidmaatschap aangevraagd), Bosnië-Herzegovina en Kosovo worden door de EU erkend als potentiële lidstaten. Na het toetreden van Roemenië en Bulgarije tot de Europese Unie, op 1 januari 2007, reikt de Europese Unie van de Atlantische Oceaan tot de Zwarte Zee.

## Tijdlijn
|                          |                                        |                                                          |                                                          |                                                          |                                                          |                           |                           |                    |      |          |      |
| 1948                     | 1952                                   | 1958                                                     | 1967                                                     | 1987                                                     | 1993                                                     | 1993                      | 1999                      | 2002               | 2003 | 2009     | 2011 |
| Brussel                  | EGKS                                   | EEG / Euratom                                            | Fusieverdrag                                             | Europese Akte                                            | EU-Verdrag                                               | EU-Verdrag                | Amsterdam                 |                    | Nice | Lissabon |      |
|                          |                                        |                                                          | Europese Gemeenschap voor Kolen en Staal (EGKS)          |                                                          |                                                          |                           |                           |                    |      |          |      |
|                          |                                        | Europese Gemeenschap voor Atoomenergie (EURATOM)         |                                                          |                                                          |                                                          |                           |                           |                    |      |          |      |
|                          | Europese Economische Gemeenschap (EEG) | Europese Economische Gemeenschap (EEG)                   | → P Ĳ L E R S →                                          |                                                          | Europese Gemeenschap (EG)                                | Europese Gemeenschap (EG) | Europese Gemeenschap (EG) | Europese Unie (EU) |      |          |      |
|                          | ↑Europese Gemeenschappen↑              | ↑Europese Gemeenschappen↑                                | ↑Europese Gemeenschappen↑                                | Justitie & Binnenlandse Zaken (JBZ)                      | Europese Gemeenschap (EG)                                | Europese Gemeenschap (EG) | Europese Gemeenschap (EG) | Europese Unie (EU) |      |          |      |
|                          |                                        | Politiële & justitiële samenwerking in strafzaken (PJSS) | → P Ĳ L E R S →                                          |                                                          |                                                          |                           |                           | Europese Unie (EU) |      |          |      |
|                          | Europese politieke samenwerking (EPS)  | Gemeenschappelijk buitenlands & veiligheidsbeleid (GBVB) | Gemeenschappelijk buitenlands & veiligheidsbeleid (GBVB) | Gemeenschappelijk buitenlands & veiligheidsbeleid (GBVB) | Gemeenschappelijk buitenlands & veiligheidsbeleid (GBVB) |                           |                           | Europese Unie (EU) |      |          |      |
|                          | Europese politieke samenwerking (EPS)  |                                                          |                                                          |                                                          |                                                          |                           |                           | Europese Unie (EU) |      |          |      |
| West-Europese Unie (WEU) |                                        |                                                          |                                                          |                                                          |                                                          |                           |                           | Europese Unie (EU) |      |          |      |
|                          |                                        |                                                          |                                                          |                                                          |                                                          |                           |                           |                    |      |          |      |

## Chronologisch overzicht
Hierna volgt een chronologisch overzicht van de geschiedenis van de Europese Unie.

### 1950-1959
1950
- 9 mei – Robert Schuman, minister van Buitenlandse Zaken van Frankrijk, stelt, in een door Jean Monnet geïnspireerde rede, een gemeenschappelijke markt voor kolen en staal van Frankrijk en de Bondsrepubliek Duitsland voor binnen een organisatie die openstaat voor de andere landen in Europa.

1951
- 18 april – De Zes (de Bondsrepubliek, Frankrijk, Italië, Nederland, België en Luxemburg) ondertekenen te Parijs het Verdrag tot oprichting van de Europese Gemeenschap voor Kolen en Staal (EGKS).

1952
- 27 mei – Ondertekening te Parijs van het Verdrag tot oprichting van de Europese Defensiegemeenschap (EDG).

1954
- 30 augustus – De Franse Nationale Vergadering wijst het Verdrag inzake de EDG af.
- 20/23 oktober- Akkoorden van Parijs in aansluiting op de Conferentie van Londen: in deze Akkoorden zijn de uitvoeringsbepalingen vastgesteld inzake de uitbreiding van het Pact van Brussel, dat uitmondt in de West-Europese Unie (WEU).

1955
- 1/2 juni – De ministers van Buitenlandse Zaken van de Zes, in conferentie bijeen te Messina, besluiten tot uitbreiding van de Europese integratie tot alle economische sectoren. Dit wordt beschouwd als de voorbereiding op de Verdragen van Rome ...

1957
- 25 maart – Ondertekening te Rome van de Verdragen tot oprichting van de Europese Economische Gemeenschap (EEG) en Euratom.

1958
- 1 januari – Inwerkingtreding van de Verdragen van Rome en installatie te Brussel van de Commissies van de EEG en Euratom, waardoor Brussel later zou uitgroeien tot de de facto hoofdstad van Europa.

### 1960-1969
1960
- 4 januari – Ondertekening van de Conventie van Stockholm tot oprichting, op initiatief van het Verenigd Koninkrijk, van de Europese Vrijhandelsassociatie (EVA).

1961
- november – Verwerping van het Fouchet-plan. Een aangepaste versie van het plan werd in januari 1962 verworpen.

1962
- 30 juli – Inwerkingtreding van een gemeenschappelijk landbouwbeleid (GLB).

1963
- 14 januari – Generaal Charles de Gaulle kondigt op een conferentie aan dat Frankrijk zijn veto stelt tegen de toetreding van het Verenigd Koninkrijk tot de EEG.
- 20 juli – Ondertekening, te Yaoundé, van de associatieovereenkomst tussen de EEG en achttien Afrikaanse landen.

1965
- april – Ondertekening van het verdrag inzake de fusie van de uitvoerende organen van de drie Gemeenschappen, tot instelling van één Raad en één Commissie welke de Europese Gemeenschappen gemeen hebben. Het zal op 1 juli 1967 in werking treden.

1966
- 29 januari – Het zogeheten "compromis van Luxemburg". Frankrijk stemt ermee in om zijn plaats in de Raad weer in te nemen als daartegenover staat dat de regel van de eenparigheid wordt gehandhaafd wanneer er "zeer belangrijke belangen" op het spel staan.

1968
- 1 juli – Afschaffing, anderhalf jaar vroeger dan voorzien, van de laatste douanerechten tussen de lidstaten onderling voor industrieproducten, en invoering van het Gemeenschappelijk Douanetarief (GDT).

1969
- 1-2 december – Topconferentie te Den Haag. De staatshoofden en regeringsleiders besluiten van de overgangsfase naar de definitieve fase van de Gemeenschap over te gaan met het vaststellen van de definitieve verordeningen op landbouwgebied en het neerleggen van het beginsel van de eigen middelen van de EEG.

### 1970-1979
1970
- 22 april – Ondertekening, te Luxemburg, van het Verdrag dat het mogelijk maakt de financiering van de Gemeenschappen geleidelijk aan haar beslag te doen krijgen met behulp van eigen middelen, en waarbij de controlebevoegdheden van het Europese Parlement worden uitgebreid.
- 30 juni – Opening te Luxemburg van de onderhandelingen met de vier landen die zich kandidaat stellen voor toetreding (Denemarken, Ierland, Noorwegen en het Verenigd Koninkrijk).

1972
- 22 januari – Ondertekening, te Brussel, van de Verdragen inzake de toetreding van de nieuwe leden van de EEG (Denemarken, Ierland, Noorwegen en het Verenigd Koninkrijk).
- 24 april – Invoering van de "muntslang". De Zes besluiten de fluctuatiemarges van hun valuta's tot maximaal 2,25% ten opzichte van elkaar te beperken.

1973
- 1 januari – Toetreding van Denemarken, Ierland en het Verenigd Koninkrijk tot de EEG (negatief referendum in Noorwegen).
- 6 november – Ondertekening van de 'Declaration des Neuf sur le Moyen-Oriënt' door de EEG, waarin een neutrale houding in het Israëlisch-Palestijns conflict wordt ingenomen

1974
- 9-10 december – Topconferentie te Parijs, waar de negen staatshoofden en regeringsleiders besluiten om regelmatig (driemaal per jaar) als Europese Raad bijeen te komen, voorstellen om het Europees Parlement te kiezen via rechtstreekse algemene verkiezingen en tevens besluiten tot de inwerkingtreding van het Europees Fonds voor Regionale Ontwikkeling (EFRO).

1975
- 28 februari – Ondertekening, te Lomé, van een Overeenkomst (Lomé I) tussen de Gemeenschap en 46 landen in Afrika, het Caribisch gebied en de Stille Oceaan (ACS).
- 22 juli – Ondertekening van het Verdrag over een verdere uitbreiding van de begrotingsbevoegdheden van het Europese Parlement en de oprichting van een Rekenkamer van de Gemeenschap. Het Verdrag treedt in werking op 1 juni 1977.

1978
- 6-7 juli – Topconferentie van Bremen. Frankrijk en de Bondsrepubliek Duitsland stellen op deze Top voor de monetaire samenwerking nieuw leven in te blazen door de invoering van een Europees Monetair Stelsel (EMS) dat in de plaats moet komen van de "slang".

1979
- 13 maart – Het EMS treedt in werking.
- 28 mei – Ondertekening van de Akte inzake de toetreding van Griekenland tot de Gemeenschap.
- 7 en 10 juni – Eerste rechtstreekse algemene verkiezing van de 410 afgevaardigden van het Europees Parlement.
- 31 oktober – Ondertekening, te Lomé, van de tweede Overeenkomst (Lomé II) tussen de EEG en 58 landen in Afrika, het Caribisch gebied en de Stille Oceaan (ACS).

### 1980-1989
1981
- 1 januari – Toetreding van Griekenland tot de Europese Gemeenschap.

1984
- 28 februari – Goedkeuring van het "Esprit"-programma, een Europees strategisch programma voor onderzoek en technologische ontwikkeling op het gebied van de informatietechnologie.
- 14 en 17 juni – Tweede algemene verkiezingen voor het Europese Parlement.
- 8 december – Ondertekening te Togo van de derde Overeenkomst van Lomé tussen de Tien en 66 landen in Afrika, het Caribisch gebied en de Stille Oceaan (ACS).

1985
- 1 januari – Groenland treedt uit de Europese Gemeenschap en sluit een associatieverdrag.
- 7 januari – Jacques Delors wordt benoemd tot Voorzitter van de Commissie van de Europese Gemeenschappen.
- 14 juni – Ondertekening van de Verdragen van Schengen.
- 2-4 december – Europese Raad van Luxemburg. De Tien worden het erover eens om het Verdrag van Rome te herzien en de Europese integratie nieuw leven in te blazen door de opstelling van een "Europese Akte".

1986
- 1 januari – Toetreding van Spanje en Portugal tot de Europese Gemeenschap.
- 17 en 28 februari – Ondertekening te Luxemburg en te Den Haag van de Europese Akte.

1987
- 14 april – Turkije stelt zich kandidaat voor toetreding tot de EEG.
- 1 juli – Inwerkingtreding van de Europese Akte.
- 27 oktober – Goedkeuring te Den Haag door de WEU van een gemeenschappelijk veiligheidsforum.

1988
- februari – Hervorming van de financieringswijze van het beleid van de EEG op de verschillende gebieden. Meerjarige programmering van de uitgaven 1988-1992. Hervorming van de Structuurfondsen.

1989
- januari – De ambtstermijn van Jacques Delors als Voorzitter van de Commissie wordt met vier jaar verlengd.
- 15 en 18 juni – 3e rechtstreekse algemene verkiezing van het Europese Parlement.
- 17 juli – Oostenrijk verzoekt om toetreding tot de EG.
- 9 november – Opening van de Berlijnse Muur.
- 9 december – Europese Raad van Straatsburg, waarop wordt besloten tot het bijeenroepen van een intergouvernementele conferentie.
- 15 december – Ondertekening van de Overeenkomst van Lomé IV met de landen in Afrika, het Caribische gebied en de Stille Oceaan.

### 1990-1999
1990
- 29 mei – Ondertekening van de Akkoorden tot oprichting van de Europese Bank voor Wederopbouw en Ontwikkeling.
- 4 en 16 juli – Malta en Cyprus verzoeken om toetreding.
- 3 oktober – Duitse eenheid.
- 14 december – Opening te Rome van de intergouvernementele conferenties betreffende respectievelijk de Economische en Monetaire Unie en de Politieke Unie.

1991
- 1 juli – Zweden verzoekt om toetreding.
- 21 oktober – Overeenkomst over de totstandbrenging van de Europese Economische Ruimte (EER) die de Gemeenschap verbindt met de buurlanden in West-Europa.
- 9-10 december – Europese Raad van Maastricht.

1992
- 7 februari – Ondertekening van het Verdrag van Maastricht betreffende de Europese Unie.
- 18 maart – Finland verzoekt om toetreding.
- 25 maart – Noorwegen verzoekt om toetreding.
- 2 mei – Ondertekening te Porto van de Overeenkomst betreffende de Europese Economische Ruimte (EER).
- 2 juni – Afwijzing bij referendum in Denemarken van het Verdrag van Maastricht.
- 20 juni – Goedkeuring van het Verdrag van Maastricht bij referendum in Ierland.
- 20 september – Goedkeuring van het Verdrag van Maastricht bij referendum in Frankrijk.
- 11 en 12 december – Europese Raad van Edinburgh.

1993
- 1 januari – Inwerkingtreding van de interne markt.
- 18 mei – Tweede referendum in Denemarken: goedkeuring van het Verdrag van Maastricht.
- 1 november – Inwerkingtreding van het Verdrag van Maastricht.

1994
- 1 april – Verzoek van Hongarije om toetreding tot de Europese Unie.
- 8 april – Verzoek van Polen om toetreding tot de Europese Unie.
- 15 april – Ondertekening van de Slotakte van de onderhandelingen in het kader van de Uruguay-ronde van de GATT te Marrakesh.
- 9 en 12 juni – Vierde rechtstreekse verkiezingen voor het Europees Parlement.
- Goedkeuring bij referendum in Oostenrijk van het Toetredingsverdrag.
- 24 en 25 juni – Europese Raad van Korfoe. Ondertekening van de akten van toetreding tot de Europese Unie van Oostenrijk, Finland, Noorwegen, en Zweden.
- 16 oktober – Goedkeuring bij referendum in Finland van het Toetredingsverdrag.
- 13 november – Goedkeuring bij referendum in Zweden van het Toetredingsverdrag.
- 27 en 28 november – Afwijzing bij referendum in Noorwegen van het Toetredingsverdrag.
- 9 december – Europese Raad van Essen.

1995
- 1 januari – Toetreding van Oostenrijk, Finland en Zweden tot de EU.
- 23 januari – Ambtsaanvaarding van de Commissie onder voorzitterschap van Jacques Santer (1995-2000).
- 26 maart – Inwerkingtreding van de overeenkomst van Schengen.
- 2 juni – Eerste vergadering van de discussiegroep betreffende een nieuwe intergouvernementele conferentie die de verdragen moet herzien.
- 12 juni – Europa-overeenkomsten met Estland, Letland en Litouwen.
- 22 juni – Verzoek om toetreding tot de Europese Unie van Roemenië.
- 26 en 27 juni – Europese Raad van Cannes. Mandaat verstrekt aan de discussiegroep die de intergouvernementele conferentie moet voorbereiden.
- 27 juni – Verzoek van Slowakije om toetreding tot de Europese Unie.
- 27 oktober – Verzoek van Letland om toetreding tot de Europese Unie.
- 24 november – Verzoek van Estland om toetreding tot de Europese Unie.
- 27 en 28 november – Euro-mediterrane conferentie van Barcelona.
- 8 december – Verzoek van Litouwen om toetreding tot de Europese Unie.
- 14 december – Verzoek van Bulgarije om toetreding tot de Europese Unie.
- 15 en 16 december – Europese Raad van Madrid.

1996
- 16 januari – Verzoek van Slovenië om toetreding tot de Europese Unie.
- 17 januari – Verzoek van Tsjechië om toetreding tot de Europese Unie.
- 29 maart – Opening van de intergouvernementele conferentie tijdens de Europese Raad van Turijn.
- 21 en 22 juni – Europese Raad van Florence.
- 13 en 14 december – Europese Raad van Dublin

1997
- 17 februari – Rapportage van Jacques Santer over BSE (Boviene Spongiforme Encefalopathie) voor het Europees Parlement.
- 16 en 17 juni – Europese Raad van Amsterdam
- 16 juli – Indiening van Agenda 2000 bij het Europees Parlement.
- 2 oktober – Ondertekening van het "geconsolideerde" Verdrag van Amsterdam.
- 20 en 21 november – Top over de werkgelegenheid te Luxemburg.
- 12 en 13 december – Europese Raad van Luxemburg

1998
- 30 maart – Start van het toetredingsproces van tien kandidaat-lidstaten in Midden- en Oost-Europa en Cyprus, gevolgd door bilaterale intergouvernementele conferenties met als eerste Cyprus, Hongarije, Polen, Estland, Tsjechië en Slovenië
- 31 maart – Schengen: afschaffing van de personencontrole aan de landgrenzen van Italië.
- 1 tot 3 mei – Raad van de Ministers van Financiën van de Vijftien en Europese Raad. Beslissing over de landen die aan de derde fase van de EMU mogen deelnemen.
- 15 en 16 juni – Europese Raad van Cardiff.

1999
- 4 januari – De euro wordt officieel ingevoerd. Koersen van aandelen, obligaties en opties aan de beurs worden in euro's weergegeven.
- Voorjaar – Europese verkiezingen.
- 1 december – Toetreding van Griekenland tot de Schengen-ruimte.

### 2000-2009
2000
2001
- 26 februari – Verdrag van Nice wordt ondertekend.

2002
- 1 januari – De bankbiljetten en muntstukken in euro worden in omloop gebracht.
- 1 juli – De nationale bankbiljetten en muntstukken worden uit circulatie genomen.

2003
- 16 april – Goedkeuring van het toetredingsverdrag voor de toetreding van de 10 nieuwe lidstaten

2004
- 1 mei – De toetreding van 10 nieuwe lidstaten (Cyprus, Estland, Hongarije, Letland, Litouwen, Malta, Polen, Slovenië, Slowakije en Tsjechië), waarvan zeven uit het voormalige Oostblok.

2005
- 25 april – Start van het toetredingsproces van Bulgarije en Roemenië. De verwachte toetredingsdatum is 1 jan 2007, maar deze kan indien nodig uitgesteld worden tot 1 jan 2008.
- 4 oktober – De EU begint de toetredingsonderhandelingen met Kroatië en Turkije.
- 1 december – De toenmalige Belgische premier Guy Verhofstadt schrijft een boek over de 'Verenigde Staten van Europa'. Daarmee lanceert hij een manifest voor een nieuw Europa. Hij roept op om met een aantal (sterke) EU-lidstaten de "VSE" op te richten en met deze groep landen veel verder te gaan in de Europese integratie.
- 17 december – Aan Macedonië wordt de status van kandidaat-lidstaat toegekend.

2006
- 23 en 24 maart – Europese Raad in Brussel
- De Europese Centrale Bank, ECB, maakte bekend dat vanaf 2007 een 'nieuwe euro' op de markt zal gebracht worden om de 50e verjaardag van de ondertekening van het Verdrag van Rome te vieren. Die dag wordt algemeen gezien als de officiële geboortedag van de Europese Unie. Op de gemeenschappelijke zijde van de nieuwe munten zal een verwijzing komen naar het 'Treaty of Rome'.

2007
- 1 januari – Bulgarije en Roemenië worden lid van de Europese Unie. Slovenië voert de euro in.
- 13 december – Het Verdrag van Lissabon wordt ondertekend.

2008
- 1 januari – De Eurozone wordt uitgebreid met Cyprus en Malta.

2009
- 1 januari – De Eurozone wordt uitgebreid met Slowakije.
- 1 december – Het Verdrag van Lissabon treedt in werking.

### 2010-2019[2]
2010
- De Europese staatsschuldencrisis breekt uit.

2011
- 1 januari – De Eurozone wordt uitgebreid met Estland.

2012
- 12 oktober – De Europese Unie wordt de Nobelprijs voor de Vrede 2012 toegekend.

2013
- 1 juli – Kroatië wordt lid van de Europese Unie.

2014
- 1 januari – De Eurozone wordt uitgebreid met Letland.

2015
- 1 januari – De Eurozone wordt uitgebreid met Litouwen.

2016
2017
- 28 maart - Het Verenigd Koninkrijk activeert Artikel 50 uit het EU-verdrag. De procedures voor het Britse vertrek uit de Europese Unie zijn daarmee begonnen.[3]

2019
- 28 juni: politiek akkoord met Mercosur over meer vrijhandel

### 2020-2029
2020
- 31 januari : Het Verenigd Koninkrijk vertrekt uit de EU